# Сінґо Сіґео
Сінґо Сіґео (яп. 新郷 重夫, Shingō Shigeo, 8 січня 1909, Сага, Японія - 14 листопада 1990, Токіо) — японський промисловий інженер, один із засновників виробничої системи «Тойоти», засновник системи SMED і моделі Сінґо.

## Життєпис
Сіґео народився 8 січня 1909 року в японському провінційному містечку Сага. 
У 1924 році, навчаючись у середній школі Сага, ознайомився з роботою Тосіро Ікеди «Секрет виключення зусиль, що не приносять вигоди», яка зіграла ключову роль в філософії Сіґео. Закінчивши технічний коледж Університету Яманасі в 1930 році, вступив на роботу на залізницю в Тайбеї, де був техніком в ливарному цеху. 
Сінґо знайомився з програмою щодо спрощення операцій на залізниці. Перейнявся ідеями Тейлора про необхідність раціоналізації менеджменту підприємства, прочитав книгу «Принципи наукового менеджменту». У 1937 році відвідував курси для промислових інженерів від Японської промислової асоціації. Цікавився роботами Йоіті Уено, Кен'іті Хорікоме. У роки війни працював начальником виробничого відділу з виробництва торпед на Заводі Амона в період 1943-1945 року, після Другої світової війни був переведений на завод Ishii Precision Mfg з виготовлення глибинного торпедного механізму, а відтак призначений на заводі Yasui Kogyo.
У 1946 році переїхав до Таканабе, потім влаштувався консультантом в Японську асоціацію менеджменту і брав участь в дослідженні на заводі фірми Хітачі з виробництва автомобілів в місті Касадо. У 1948 році опублікував роботу «Дослідження виробництва банок на РЕСО», дослідивши «природу вміння» на заводі фірми Тойо Steel в Сітамацу. Впродовж 1948-1954 років керував виробничими курсами і в період 1955-1982 років провів 87 сесій з промислової технології на фірмі Тойота, в яких взяло участь близько 2000 слухачів. Впродовж 1956-1958 років керував проектом у дослідження виробництва на верфі Мітцубісі в Нагасакі, де винайшов систему скорочення терміну складання танкерів з чотирьох місяців до трьох, а потім і до двох місяців. Ця система поширилася серед японських суднобудівників.
У 1959 році вийшов з Японської асоціації менеджменту і заснував Інститут вдосконалення менеджменту (Інститут удосконалення управління), очоливши його в якості президента.
У 1960 році ввів систему послідовного контролю з метою зниження рівня дефектів і впровадив цю систему на фірмі Matsushita Electric Factory, зробив висновок, що вибірковий контроль недостатній для забезпечення якості.
Брав активну участь у консультуванні фірм на Тайвані в 1966 році. У 1969 році удосконалив процес переналагодження 1000-тонного преса на фірмі Тойота і скоротив час переналагодження. У період з 1976 по 1990 рр. Активно консультував і читав лекції представникам вищого керівництва і робітником на заводах в Європі і США.
У 1988 році Сіґео присвоєно звання почесного доктора менеджменту Університету штату Юта. Сіґео помер від раку у віці 81 року, у нього залишилася дружина і троє синів.

## Нагороди
- 1970 — нагороджений медаллю Пошани з жовтою стрічкою за вклад в оптимизацію суднобудівництва та інші досягнення[4].

## Основні ідеї
Сінґо, починаючи з 1947 року вів виробничі курси, і на одній з технічних конференцій Японської асоціації менеджменту повідомив, що процеси і операції утворюють системну мережу процесів і операцій, запропонував використовувати метод класифікації подібних операцій шляхом підрахунку числа невтручання. В 1950 році він удосконалив і впровадив метод визначення компонування обладнання, заснований на коефіцієнті легкості транспортування. Синго розробив систему Швидкого переналагодження (SMED), де процес переналагодження складається з «внутрішніх» і «зовнішніх» операцій. Крім того, спільно з Норманом Бодеком він описав підхід Бережливого виробництва до виробничої системі «Тойота». Сінґо формалізував і адаптував концепцію захисту від дурня.

## Ланки
- Премія Сінґо (англ.)
- Коротка біографія (англ.)